# Jamal Lewis
Jamal Piaras Lewis (Luton, 25 januari 1998) is een Noord-Iers-Engels voetballer die doorgaans speelt als linksback. In juli 2025 verliet hij Newcastle United. Lewis maakte in 2018 zijn debuut in het Noord-Iers voetbalelftal.

## Clubcarrière
Lewis speelde in de jeugdopleiding van Norwich City en maakte bij die club ook zijn professionele debuut, op 22 december 2017. Op die dag werd tegen Brentford gespeeld en die ploeg kwam op voorsprong door twee doelpunten van Lasse Vibe. In de blessuretijd van de tweede helft maakte Nélson Oliveira nog de aansluitingstreffer, maar verder dan 1–2 kwam Norwich niet. Lewis begon op de reservebank maar van coach Daniel Farke mocht hij in de rust invallen voor Christoph Zimmermann. Zijn eerste doelpunt maakte de vleugelverdediger op 17 januari 2018, in de FA Cup tegen Chelsea. Door een doelpunt van Michy Batshuayi kwam Chelsea op voorsprong, maar op aangeven van Timm Klose tekende Lewis in de vierde minuut van de blessuretijd voor de gelijkmaker: 1–1. In de verlenging werd niet meer gescoord en bij het nemen van de strafschoppen werd een misser van Oliveira Norwich fataal: 5–3. De vleugelverdediger tekende in oktober 2018 een nieuwe verbintenis, die hem tot medio 2023 aan de club zou binden.
Na de degradatie van Norwich in 2020 tekende Lewis een vijfjarig contract bij Newcastle United, dat circa zestienenhalf miljoen euro voor hem neertelde. In zijn eerste seizoen speelde hij zesentwintig officiële wedstrijden, maar de jaargangen erna kwam hij slechts tot zes en vier optredens. Watford huurde de verdediger in de zomer van 2023. Na zijn terugkeer werd hij opnieuw verhuurd, nu aan São Paulo.

## Clubstatistieken
| Seizoen | Club             | Competitie     | Competitie | Competitie | Beker | Beker | Internationaal | Internationaal | Totaal | Totaal |
| Seizoen | Club             | Competitie     | Wed.       | Dlp.       | Wed.  | Dlp.  | Wed.           | Dlp.           | Wed.   | Dlp.   |
| ------- | ---------------- | -------------- | ---------- | ---------- | ----- | ----- | -------------- | -------------- | ------ | ------ |
| 2017/18 | Norwich City     | Championship   | 22         | 0          | 2     | 1     | —              | —              | 24     | 1      |
| 2018/19 | Norwich City     | Championship   | 42         | 0          | 2     | 0     | —              | —              | 44     | 0      |
| 2019/20 | Norwich City     | Premier League | 28         | 1          | 4     | 0     | —              | —              | 32     | 1      |
| 2020/21 | Newcastle United | Premier League | 24         | 0          | 2     | 0     | —              | —              | 26     | 0      |
| 2021/22 | Newcastle United | Premier League | 5          | 0          | 1     | 0     | —              | —              | 6      | 0      |
| 2022/23 | Newcastle United | Premier League | 2          | 0          | 2     | 0     | —              | —              | 4      | 0      |
| 2023/24 | → Watford        | Championship   | 36         | 0          | 2     | 0     | —              | —              | 38     | 0      |
| 2024    | → São Paulo      | Série A        | 6          | 0          | 0     | 0     | 0              | 0              | 6      | 0      |
| 2024/25 | Newcastle United | Premier League | 0          | 0          | 0     | 0     | —              | —              | 0      | 0      |
| Totaal  | Totaal           | Totaal         | 165        | 1          | 15    | 1     | 0              | 0              | 180    | 2      |

Bijgewerkt op 3 juli 2025.

## Interlandcarrière
Lewis maakte zijn debuut in het Noord-Iers voetbalelftal op 24 maart 2018, toen met 2–1 gewonnen werd van Zuid-Korea. Kwon Chang-hoon opende de scoren namens de Zuid-Koreanen en voor rust werd het gelijk door een eigen doelpunt van Kim Min-jae. Paul Smyth zorgde vier minuten voor tijd voor de winnende treffer namens Noord-Ierland. Lewis mocht van bondscoach Michael O'Neill in de basiself beginnen en hij speelde het gehele duel mee. De andere debutanten dit duel waren Trevor Carson (Motherwell) en Paul Smyth (Queens Park Rangers).
| Interlands van Jamal Lewis voor Noord-Ierland | Interlands van Jamal Lewis voor Noord-Ierland | Interlands van Jamal Lewis voor Noord-Ierland | Interlands van Jamal Lewis voor Noord-Ierland | Interlands van Jamal Lewis voor Noord-Ierland | Interlands van Jamal Lewis voor Noord-Ierland | Interlands van Jamal Lewis voor Noord-Ierland |
| №                                             | Datum                                         | Wedstrijd                                     | Uitslag                                       | Competitie                                    | Goals                                         |                                               |
| Als speler bij Norwich City                   | Als speler bij Norwich City                   | Als speler bij Norwich City                   | Als speler bij Norwich City                   | Als speler bij Norwich City                   | Als speler bij Norwich City                   | Als speler bij Norwich City                   |
| --------------------------------------------- | --------------------------------------------- | --------------------------------------------- | --------------------------------------------- | --------------------------------------------- | --------------------------------------------- | --------------------------------------------- |
| 1                                             | 24 maart 2018                                 | Noord-Ierland – Zuid-Korea                    | 2 – 1                                         | Vriendschappelijk                             |                                               |                                               |
| 2                                             | 8 september 2018                              | Noord-Ierland – Bosnië en Herzegovina         | 1 – 2                                         | Nations League 2018/19                        |                                               |                                               |
| 3                                             | 11 september 2018                             | Noord-Ierland – Israël                        | 3 – 0                                         | Vriendschappelijk                             |                                               |                                               |
| 4                                             | 12 oktober 2018                               | Oostenrijk – Noord-Ierland                    | 1 – 0                                         | Nations League 2018/19                        |                                               |                                               |
| 5                                             | 15 oktober 2018                               | Bosnië en Herzegovina – Noord-Ierland         | 2 – 0                                         | Nations League 2018/19                        |                                               |                                               |
| 6                                             | 15 november 2018                              | Ierland – Noord-Ierland                       | 0 – 0                                         | Vriendschappelijk                             |                                               |                                               |
| 7                                             | 21 maart 2019                                 | Noord-Ierland – Estland                       | 2 – 0                                         | EK 2020 kwalificatie                          |                                               |                                               |
| 8                                             | 24 maart 2019                                 | Noord-Ierland – Wit-Rusland                   | 2 – 1                                         | EK 2020 kwalificatie                          |                                               |                                               |
| 9                                             | 8 juni 2019                                   | Estland – Noord-Ierland                       | 1 – 2                                         | EK 2020 kwalificatie                          |                                               |                                               |
| 10                                            | 11 juni 2019                                  | Wit-Rusland – Noord-Ierland                   | 0 – 1                                         | EK 2020 kwalificatie                          |                                               |                                               |
| 11                                            | 9 september 2019                              | Noord-Ierland – Duitsland                     | 0 – 2                                         | EK 2020 kwalificatie                          |                                               |                                               |
| 12                                            | 16 november 2019                              | Noord-Ierland – Nederland                     | 0 – 0                                         | EK 2020 kwalificatie                          |                                               |                                               |
| 13                                            | 4 september 2020                              | Roemenië – Noord-Ierland                      | 1 – 1                                         | Nations League 2020/21                        |                                               |                                               |
| Als speler bij Newcastle United               |                                               |                                               |                                               |                                               |                                               |                                               |
| 14                                            | 8 oktober 2020                                | Bosnië en Herzegovina – Noord-Ierland         | 1 – 1                                         | EK 2020 kwalificatie                          |                                               |                                               |
| 15                                            | 11 oktober 2020                               | Noord-Ierland – Oostenrijk                    | 0 – 1                                         | Nations League 2020/21                        |                                               |                                               |
| 16                                            | 12 november 2020                              | Noord-Ierland – Slowakije                     | 1 – 2                                         | EK 2020 kwalificatie                          |                                               |                                               |
| 17                                            | 15 november 2020                              | Oostenrijk – Noord-Ierland                    | 2 – 1                                         | Nations League 2020/21                        |                                               |                                               |
| 18                                            | 18 november 2020                              | Noord-Ierland – Roemenië                      | 1 – 1                                         | Nations League 2020/21                        |                                               |                                               |
| 19                                            | 28 maart 2021                                 | Noord-Ierland – Verenigde Staten              | 1 – 2                                         | Vriendschappelijk                             |                                               |                                               |
| 20                                            | 31 maart 2021                                 | Noord-Ierland – Bulgarije                     | 0 – 0                                         | WK 2022 kwalificatie                          |                                               |                                               |
| 21                                            | 2 september 2021                              | Litouwen – Noord-Ierland                      | 1 – 4                                         | WK 2022 kwalificatie                          |                                               |                                               |
| 22                                            | 5 september 2021                              | Estland – Noord-Ierland                       | 0 – 1                                         | Vriendschappelijk                             |                                               |                                               |
| 23                                            | 8 september 2021                              | Noord-Ierland – Zwitserland                   | 0 – 0                                         | WK 2022 kwalificatie                          |                                               |                                               |
| 24                                            | 9 oktober 2021                                | Zwitserland – Noord-Ierland                   | 2 – 0                                         | WK 2022 kwalificatie                          |                                               |                                               |
| 25                                            | 12 november 2021                              | Noord-Ierland – Litouwen                      | 1 – 0                                         | WK 2022 kwalificatie                          |                                               |                                               |
| 26                                            | 15 november 2021                              | Noord-Ierland – Italië                        | 0 – 0                                         | WK 2022 kwalificatie                          |                                               |                                               |
| 27                                            | 24 september 2022                             | Noord-Ierland – Kosovo                        | 2 – 1                                         | Nations League 2022/23                        |                                               |                                               |
| 28                                            | 27 september 2022                             | Griekenland – Noord-Ierland                   | 3 – 1                                         | Nations League 2022/23                        |                                               |                                               |
| 29                                            | 23 maart 2023                                 | San Marino – Noord-Ierland                    | 0 – 2                                         | EK 2024 kwalificatie                          |                                               |                                               |
| 30                                            | 26 maart 2023                                 | Noord-Ierland – Wit-Rusland                   | 0 – 1                                         | EK 2024 kwalificatie                          |                                               |                                               |
| Als speler bij Watford                        |                                               |                                               |                                               |                                               |                                               |                                               |
| 31                                            | 14 oktober 2023                               | Noord-Ierland – San Marino                    | 3 – 0                                         | EK 2024 kwalificatie                          |                                               |                                               |
| 32                                            | 17 oktober 2023                               | Noord-Ierland – Slovenië                      | 0 – 1                                         | EK 2024 kwalificatie                          |                                               |                                               |
| 33                                            | 17 november 2023                              | Finland – Noord-Ierland                       | 4 – 0                                         | EK 2024 kwalificatie                          |                                               |                                               |
| 34                                            | 20 november 2023                              | Noord-Ierland – Denemarken                    | 2 – 0                                         | EK 2024 kwalificatie                          |                                               |                                               |
| 35                                            | 8 juni 2024                                   | Spanje – Noord-Ierland                        | 5 – 1                                         | Vriendschappelijk                             |                                               |                                               |
| 36                                            | 11 juni 2024                                  | Noord-Ierland – Andorra                       | 2 – 0                                         | Vriendschappelijk                             |                                               |                                               |
| Als speler bij São Paulo                      |                                               |                                               |                                               |                                               |                                               |                                               |
| 37                                            | 5 september 2024                              | Noord-Ierland – Luxemburg                     | 2 – 0                                         | Nations League 2024/25                        |                                               |                                               |
| 38                                            | 8 september 2024                              | Bulgarije – Noord-Ierland                     | 1 – 0                                         | Nations League 2024/25                        |                                               |                                               |
| 39                                            | 12 oktober 2024                               | Wit-Rusland – Noord-Ierland                   | 0 – 0                                         | Nations League 2024/25                        |                                               |                                               |

Bijgewerkt op 3 juli 2025.

## Erelijst
| Championship | 1 | 2018/19 |